# Nunatak Fur
Nunatak Fur är en nunatak i Antarktis. Den ligger i Västantarktis. Argentina, Chile och Storbritannien gör anspråk på området. Toppen på Nunatak Fur är 277 meter över havet.
Terrängen runt Nunatak Fur är kuperad åt nordost, men åt sydväst är den platt. Nunatak Fur ligger uppe på en höjd som går i nord-sydlig riktning. Trakten är obefolkad.